# Corinth (Mississippi)
Corinth város az USA Mississippi államában, Alcorn megyében, melynek megyeszékhelye is. Lakosainak száma 14 622 fő (2020. április 1.).

## Népesség
A település népességének változása:
| Lakosok száma | 1512 | 14 573 | 14 622 |
|               | 1870 | 2010   | 2020   |